# UFC Fight Night: Rockhold vs. Bisping
UFC Fight Night: Rockhold vs. Bisping é um evento de artes marciais mistas promovido pelo Ultimate Fighting Championship, ocorrido em 7 de novembro de 2014 no Allphones Arena em Sydney, Austrália.

## Background
Esse será o quarto evento do UFC a acontecer em Sydney e sexto na Austrália, o último em Sydney havia sido o UFC on FX: Alves vs. Kampmann em 3 de Março de 2012.
A luta principal será a luta entre dois dos melhores médios do mundo, o americano Luke Rockhold e o inglês Michael Bisping.
Ray Borg era esperado para enfrentar Richie Vaculik no evento, no entanto, ele foi substituído por Neil Seery devido a uma lesão. No entanto, Seery também se lesionou e foi substituído por Louis Smolka.
Patrick Williams era esperado para enfrentar Jumabieke Tuerxun nesse evento, no entanto, uma lesão o forçou a se retirar da luta e ser substituído por Marcus Brimage.
Uma luta entre os penas Mike De La Torre e Mark Eddiva era esperada para acontecer no evento, no entanto, a luta foi cancelada porque ambos se lesionaram.
Daniel Omielańczuk era esperado para enfrentar Soa Palelei, no entanto, uma lesão retirou Omielańczuk do evento e ele foi substituído por Walt Harris.
Frankie Saenz era esperado para enfrentar Aljamain Sterling no evento, no entanto, Saenz teve que se retirar da luta. Foi colocado em seu lugar o estreante promocional Michael Imperato, porém ele foi demitido da organização rapidamente devido a comentários racistas em um programa de TV. Sterling também foi retirado do card como consequência.

## Bônus da Noite
- Luta da Noite:  Robert Whittaker vs.  Clint Hester
- Performance da Noite:  Luke Rockhold e  Louis Smolka